# Dysoptus pentalobus
Dysoptus pentalobus là một loài bướm đêm thuộc họ Arrhenophanidae. Nó là loài duy nhất được tìm thấy ở type locality in the Atlantic coastal forests of tây nam Brasil.
Chiều dài cánh trước khoảng 4.8 mm đối với con đực. Con trưởng thành bay vào cuối tháng 1 (dựa trên một ghi chép.